# Echinochalina australiensis
Echinochalina australiensis är en svampdjursart som först beskrevs av Ridley 1884.  Echinochalina australiensis ingår i släktet Echinochalina och familjen Microcionidae. Inga underarter finns listade i Catalogue of Life.